# Alberto Salomón Osorio
Alberto Salomón Osorio, (Callao, 15 de noviembre de 1877 - Lima, 7 de abril de 1959) fue un diplomático y político peruano. Fue ministro de Relaciones Exteriores en tres ocasiones, entre 1920 y 1925, durante el Oncenio o gobierno de Augusto B. Leguía. Es muy recordado por haber suscrito con el ministro plenipotenciario de Colombia, Fabio Lozano Torrijos, el controvertido Tratado Salomón-Lozano, que solucionaba el diferendo limítrofe peruano-colombiano (24 de marzo de 1922). También fue ministro de Justicia, Instrucción y Culto (1919-1920), ministro interino de Hacienda y Comercio (1920) y ministro interino de Marina (1921), así como diputado y senador de la República.

## Biografía
Sus padres fueron Juan Salomón y Magdalena Osorio. Cursó la educación primaria en el Instituto Lima y el Seminario Conciliar de Santo Toribio, y la secundaria en el Convictorio Peruano. En 1894 pasó a cursar estudios superiores en la Universidad Nacional Mayor de San Marcos, donde se doctoró en Jurisprudencia y se recibió de abogado (1902). También se graduó de doctor en Ciencias Políticas y Administrativas (1905).
Mientras cursaba sus estudios universitarios desarrolló con pasión su afición literaria: comenzó publicando poesías en la revista Letras de Tacna (1896) y en el quincenario La Neblina, dirigido por José Santos Chocano (1896-1897). También colaboró en La Gran Revista (1897-1898) y Lima Ilustrada (1899-1900). Editó además La Vanguardia (1898) y tradujo el drama Cyrano de Bergerac de Edmond Rostand, para El Modernismo (1900-1901). Fue admitido como miembro del Ateneo de Lima.
Desenvolvió también una importante carrera docente: fue profesor en el Colegio Nacional Nuestra Señora de Guadalupe (1905-1908), y catedrático de Economía Política y Derecho Constitucional en las facultades sanmarquinas de Ciencias Políticas y Administrativas y de Jurisprudencia, respectivamente (1905-1911).
En 1911 fue elegido diputado por la provincia de Andahuaylas y reelecto en 1913. Era partidario del presidente Augusto B. Leguía, entonces en su primer gobierno. Al producirse el golpe de Estado del 4 de febrero de 1914 contra Guillermo Billinghurst, defendió ardorosamente el derecho a la sucesión presidencial del primer vicepresidente Roberto Leguía (hermano de Augusto). El Congreso no fue disuelto pero sus sesiones se frustraron en tres ocasiones por falta de quórum. En una de ellas, el 21 de marzo de ese mismo año, se produjeron choques y tiroteos callejeros, resultando herido el mismo Alberto Salomón, quien valerosamente se hizo conducir en camilla hasta el recinto parlamentario, pugnando por entrar. En 1919, cuando el presidente Augusto B. Leguía dio inicio a su oncenio, fue elegido diputado por la provincia de Andahuaylas, departamento de Apurímac para la Asamblea Nacional de ese año que tuvo por objeto emitir una nueva constitución, la Constitución de 1920 llegando incluso a ser vicepresidente de su cámara. Se mantuvo como diputado ordinario hasta 1924. Luego fue senador por el departamento de Junín entre 1924 y 1930.
El presidente Augusto B. Leguía lo convocó para integrar su gabinete ministerial y en diciembre de 1919, fue investido como ministro de Justicia e Instrucción. Como tal, se preocupó por la reforma carcelaria y del mejoramiento de las prisiones de Guadalupe y el Fortín. Interinamente se encargó del Ministerio de Hacienda, en febrero de 1920.
Pero el cargo que le otorgaría celebridad sería el de ministro de Relaciones Exteriores (de 1 de octubre de 1920 a 27 de febrero de 1924), función que asumió tras la renuncia del canciller Melitón F. Porras Osores. También ejerció interinamente el Ministerio de Marina, en enero de 1921, por la renuncia de su titular, el almirante Ontaneda, censurado por el Congreso. Luego de un corto período de alejamiento, volvió nuevamente a la cancillería, de 29 de abril a 4 de mayo de 1924, y otra vez, de 12 de octubre de 1924 a 19 de junio de 1925.
En su primer período como canciller suscribió con el representante inglés en Lima, Mr. A. C. Grant  Duff, el protocolo de arbitraje para la cuestión de La Brea y Pariñas (27 de mayo de 1921), cumpliendo la ley N.º 3016 de 1918 que mandaba someter dicha controversia a un arbitraje internacional. El pleito era entre el Estado peruano y la compañía anglonorteamericana London Pacific Petroleum Company (sucedida desde 1914 por la International Petroleum Company), que explotaba yacimientos petrolíferos en la costa norte peruana (La Brea y Pariñas), pero que no pagaba todos los tributos correspondientes al Estado, ya que declaraba explotar mucho menos pertenencias de las que en realidad usufructuaba. Sin embargo, ambos representantes, Salomón y Duff, acordaron luego una solución transaccional, el 2 de marzo de 1922, la misma que favorecía descaradamente a la empresa trasnacional. Este convenio fue elevado después como Laudo para ser aprobado sin discusión por un tribunal de arbitraje creado en París por las mismas partes. Este “Laudo de París” fue considerado lesivo para los intereses de la nación peruana y posteriormente se declaró nulo e ilegal. El problema de La Brea y Pariñas finalizaría décadas después, en 1968. Fue sin duda uno de los más nefandos ejemplos de la desvergonzada injerencia imperialista en Latinoamérica.
Sin embargo, más escandalosa sería la gestión de Salomón en torno al litigio limítrofe con Colombia. Por entonces el presidente Leguía se hallaba obsesionado en resolver los diferendos limítrofes que el Perú enfrentaba con sus vecinos, no rehuyendo incluso en ir contra los intereses de su nación para lograr sus objetivos. Su primera medida fue alejar de la cancillería a aquellos diplomáticos que se mostraban celosos en defender los intereses del Perú, como era el caso del viejo Melitón F. Porras y convocar a gente más adicta a su persona, como lo era el señor Salomón. Luego instigó el famoso Tratado Salomón-Lozano (24 de marzo de 1922), suscrito en Lima: por el Perú firmó el canciller Alberto Salomón y por Colombia el ministro plenipotenciario Fabio Lozano Torrijos. En ese trataron se fijaron los límites entre el Perú y Colombia, siendo duramente criticado en el Perú, pues cedía territorios históricamente peruanos a Colombia, no habiendo nada que justificara tal generosidad hacia esa nación. Colombia había aspirado siempre el territorio al sur del río Caquetá hasta el río Putumayo, lo que le fue concedido (unos 113.000 km²), pero en vez de continuar la línea del Putumayo hasta su ingreso al Brasil, se hizo un quiebre en la confluencia con el río Yaguas y se trazó una línea recta hacia el sur, hasta la confluencia del río Atacuari con el Amazonas, y desde allí por el thalweg del Amazonas hasta el límite entre el Perú y el Brasil, en la zona de la peruanísima población de Leticia, territorio denominado el Trapecio amazónico o trapecio de Leticia (7.272 km²) y que pasó así alegremente a poder de Colombia, con lo cual esta nación lograba el acceso al Amazonas, derecho que hasta entonces solo lo ejercían el Perú y Brasil. El gobierno de Leguía adujo que a cambio el Perú recibía de Colombia territorios más extensos, como el llamado triángulo de San Miguel-Sucumbios (que en la práctica nunca estuvo bajo la soberanía del Perú y pasó a poder de Ecuador durante un canje de territorios con esa nación luego de la guerra del 41). Pero aparte de eso pesaban en Leguía otras consideraciones, como el deseo de deshacer la tácita alianza entre Ecuador y Colombia (en efecto, no bien se enteró del tratado, el Ecuador rompió relaciones con Colombia, pues lo interpretó como una felonía de este país) y consolidar una relación armoniosa y fructífera con la nación colombiana, lo que era muy importante en el contexto sudamericano, entonces envenenado por las maquinaciones de Chile, que no cejaba de azuzar a todos los vecinos del Perú contra éste. En efecto, el Perú todavía mantenía litigios limítrofes con el Ecuador (que continuaba reclamando Tumbes, Jaén y Maynas, territorios indiscutiblemente peruanos) y con el mismo Chile (con el que estaba pendiente la cuestión de Tacna y Arica, provincias peruanas que ilegalmente mantenía en cautiverio), y parecía buena política ir aislando así a los adversarios. De todos modos, a muchos peruanos les pareció que Leguía se extralimitó al resolver de esa manera el litigio con Colombia, y algunos entrevieron en el trasfondo la presión de los Estados Unidos, que de alguna manera quería compensar a Colombia por la cesión de Panamá.
Lo cierto es que el mismo Salomón trató de rectificar lo hecho, haciendo gestiones apresuradas, primero para modificar el Tratado, y luego para entorpecer las negociaciones para sancionarlo, pero sin éxito. Los colombianos, naturalmente, no aceptaron ninguna modificación. Además, el representante colombiano Fabio Lozano se encargó, usando su talento personal, de convencer personalmente a Leguía para llevar adelante el tratado. Los norteamericanos, por su parte, se encargaron de apaciguar al Brasil, que se había inquietado con la nueva de que Colombia accedería al Amazonas. Todos estos inconvenientes momentáneos hicieron que el tratado sufriera prórrogas en su aprobación, pero Leguía tenía la ventaja de contar con una representación parlamentaria sumisa. El tratado fue finalmente aprobado con abrumadora mayoría parlamentaria, el 20 de diciembre de 1927, siendo canjeadas sus ratificaciones en Bogotá, el 19 de marzo de 1928.
Para entonces ya Salomón había sido separado definitivamente del mando de la cancillería y poco antes, de 1925 a 1927, se había desempeñado como asesor jurídico de la delegación peruana que cuidó en Arica los preparativos para la realización del plebiscito, que no se realizó. Luego pasó a ser asesor jurídico de la embajada en Washington, durante las negociaciones motivadas por el frustrado plebiscito. De 1927 a 1930 fue senador por Junín.
Tras la caída de Leguía y la ascensión del teniente coronel Luis Sánchez Cerro en 1930, pasó al destierro. Años después regresó al Perú y se consagró a la vida privada. Fue presidente de la Asociación Nacional de Escritores y Artistas (1945-1946).